# Nathalie Voser
Nathalie Voser (* 1963) ist eine Schweizer Rechtswissenschaftlerin.

## Ausbildung und Beruf
Nathalie Voser studierte und promovierte an der Universität Basel. 1990 wurde sie als Rechtsanwältin zugelassen. Sie absolvierte 1994 einen LL.M. der Columbia University, New York. Im Jahr 2005 erhielt sie die venia docendi der Universität Basel für Privatrecht, Internationales Privatrecht und Rechtsvergleichung und wurde 2014 zur Titularprofessorin für Privatrecht, Schiedsverfahrensrecht, Internationales Privatrecht und Rechtsvergleichung ernannt.
Voser arbeitete ab 1994 bei der Kanzlei Schellenberg Wittmer, wo sie von 2001 bis 2020 Partnerin war. Seit 2020 ist sie als Partnerin bei Rothorn Legal tätig.
Voser ist Vizepräsidentin des London Court of International Arbitration.

## Veröffentlichungen (Auswahl)
- Nathalie Voser, Daniel Girsberger: International Arbitration – Comparative and Swiss Perspectives. 3. Auflage. Schulthess, Zürich 2016, ISBN 978-3-7255-7263-2.